# Grow Old with Me
"Grow Old with Me" is een nummer van de Britse singer-songwriter Tom Odell. Het verscheen op zijn debuutalbum Long Way Down uit 2013. Op 13 september van dat jaar werd het nummer uitgebracht als de vierde single van het album.

## Achtergrond
"Grow Old with Me" is geschreven door Odell zelf en geproduceerd door Dan Grech-Marguerat. Het nummer bereikte enkel de hitlijsten in het Verenigd Koninkrijk, waar het tot plaats 46 kwam. In Vlaanderen bereikte het nummer de Ultratop 50 niet, maar bleef het steken op de derde plaats in de "Bubbling Under"-lijst. In 2014 werd het nummer gebruikt in een aflevering van de televisieserie Reign.

## NPO Radio 2 Top 2000
| Nummer met noteringen in de NPO Radio 2 Top 2000 | '15  | '16  | '17  | '18  | '19  | '20  | '21-'23 | '24  |
| ------------------------------------------------ | ---- | ---- | ---- | ---- | ---- | ---- | ------- | ---- |
| Grow Old with Me                                 | 1832 | 1731 | 1874 | 1582 | 1873 | 1988 | -       | 1587 |

1. ↑  Een '-' betekent dat het nummer niet was genoteerd en een vetgedrukt getal geeft de hoogste notering aan.
2. ↑  2015 was het eerste jaar met een notering voor dit nummer.